# Buena Vista Social Club (film)
Buena Vista Social Club è un film documentario del 1999 diretto da Wim Wenders, uscito due anni dopo la pubblicazione del disco omonimo.
Nel 2020 è stato scelto per la conservazione nel National Film Registry della Biblioteca del Congresso degli Stati Uniti

## Trama
Il musicista statunitense Ry Cooder aveva composto le musiche per i film di Wim Wenders Paris, Texas (1984) e La fine della violenza (1997). Durante la loro collaborazione, il musicista parlava spesso con il regista del "Buena Vista Social Club", leggendario club di musicisti cubani, alcuni dei quali ultranovantenni, con il quale registrò nel 1996 un disco uscito nel 1997 che divenne un successo internazionale.
Nella primavera del 1998, Ry Cooder decise di tornare a Cuba per registrare lì un nuovo CD insieme a Ibrahim Ferrer e a tutti i musicisti che avevano partecipato al primo album. Questa volta, Wim Wenders lo accompagna con la sua troupe cinematografica.
Il film mostra la registrazione di molti dei loro pezzi all'Avana. Inoltre, molti dei musicisti parlano della loro vita a Cuba e dei loro inizi nel mondo della musica.
Ry Cooder li convince poi a partecipare ad una tournée ed eseguire due concerti ad Amsterdam, in Olanda, e a New York, alla Carnegie Hall.

## Realizzazione
È uno dei primi film ad essere registrato interamente in digitale; le telecamere utilizzate erano una Betacam digitale come steadicam (cameraman Jörg Widmer) e diverse telecamere mini-DV dello stesso Wim Wenders.

## Wenders parla del film
(Wim Wenders, A sense of places, Verlag der Autoren, Frankfurt am Mein, 2005)

## Musicisti (in ordine di apparizione)
1. Francisco Repilado, noto come Compay Segundo (voce e tres)
2. Eliades Ochoa (voce e chitarra)
3. Ry Cooder (chitarra slide)
4. Joachim Cooder, suo figlio (percussioni)
5. Ibrahim Ferrer (voce, congas, claves, bongo)
6. Omara Portuondo (voce)
7. Rubén González (piano)
8. Orlando "Cachaíto" López (contrabbasso)
9. Amadito Valdés
10. Manuel "Guajiro" Mirabal (tromba)
11. Barbarito Torres  (laud)
12. Pío Leyva
13. Manuel "Puntillita" Licea (voce)
14. Juan de Marcos González (güiro)

## Canzoni del film (in ordine di apparizione)
1. "Chan Chan" (Francisco Repilado)
2. "Silencio" (Rafael Hernández)
3. "Chattanooga Choo Choo" (Harry Warren e Mack Gordon)
4. "Dos gardenias" (Isolina Carrillo)
5. "Veinte Años" (Maria Teresa Vera)
6. "Y Tu Que Has Hecho" (Eusebio Delfín)
7. "Black Bottom" (Ray Henderson, Lew Brown e B. G. De Sylva)
8. "Canto Siboney" (Ernesto Lecuona)
9. "El carretero" (Guillermo Portabales)
10. "Cienfuegos (tiene su guaguanco)" (Victor Lay)
11. "Begin The Beguine" (Cole Porter)
12. "Buena Vista Social Club" (Orestes López)
13. "Mandinga" (noto come "Bilongo", Guillermo Rodríguez Fiffe)
14. "Candela" (Faustino Oramas)
15. "Chanchullo" (Israel "Cachao" Lopez, il padre di Cachaito)
16. "El cuarto de Tula" (son/descarga, Sergo Siaba)
17. "Guateque Campesino" (Celia Romeo "Guateque")
18. "Nuestra Ultima Cita" (Forero Esther)
19. "Quizás, Quizás, Quizás" (boléro di Oswaldo Farres)

## Premi e riconoscimenti
- National Board of Review Awards 1999: miglior documentario
- Kansas City Film Critics Circle Awards 2000: miglior documentario

## Accoglienza
Buena Vista Social Club è stato accolto positivamente dalla critica. L'aggregatore di recensioni Rotten Tomatoes riporta il 92% di recensioni positive da parte della critica e il 90% di recensioni positive da parte degli utenti. Il critico cinematografico Fabio Fulfaro su Sentieri Selvaggi scrive che il film "conferma l’abilità di Wim Wenders di estrarre dalla realtà documentaria l’intima essenza dei personaggi che rappresenta".